# Bahnbetriebswerk Neuruppin

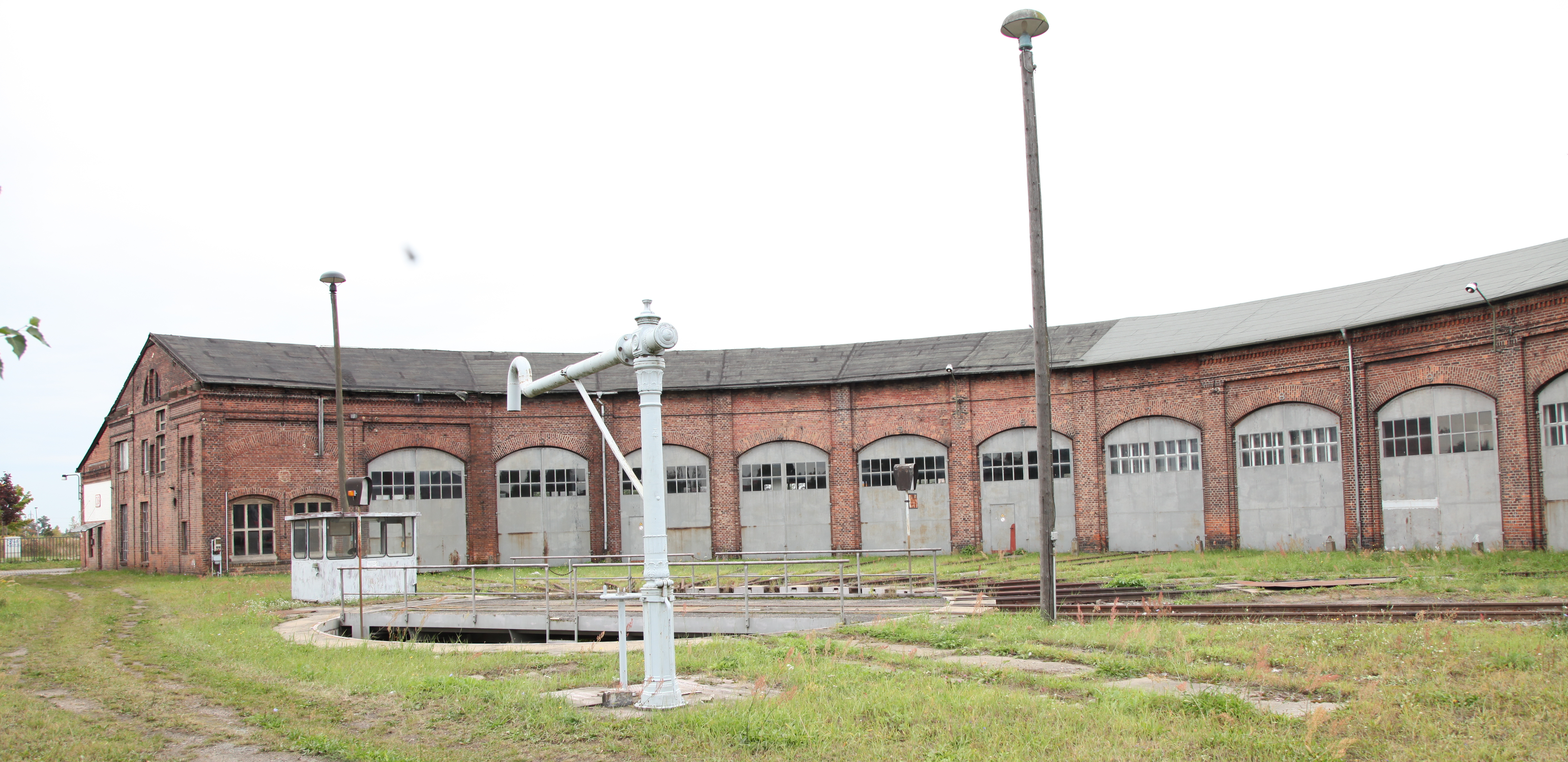
Blick auf den denkmalgeschützten Ringlokschuppen des ehemaligen Bahnbetriebswerkes in Neuruppin (2012)

Das Bahnbetriebswerk Neuruppin (kurz Bw Neuruppin), seit 1998 als Werkstatt Neuruppin mit der bahninternen Abkürzung WNR bezeichnet, wird von der DB Regio AG betrieben und dient der Instandhaltung von Dieseltriebwagen. Auf dem Gelände befanden sich ursprünglich Anlagen der Kremmen-Neuruppin-Wittstocker Eisenbahngesellschaft, die 1898 dort ihren Bahnhof Neuruppin eröffnete. Später war dort die Hauptwerkstätte der Ruppiner Eisenbahn, die 1950 in ein Bahnbetriebswerk der Deutschen Reichsbahn umgewandelt wurde.
Der Lokomotivschuppen des ehemaligen Bahnbetriebswerkes ist in der amtlichen Baudenkmalliste von Neuruppin eingetragen.

## Geschichte
Seinen ersten Bahnanschluss erhielt Neuruppin am 12. September 1880 mit der Bahnstrecke Paulinenaue–Neuruppin. Am damaligen Bahnhof Neuruppin im Süden der Stadt errichtete die Paulinenaue-Neuruppiner Eisenbahngesellschaft (PNE) in Neuruppin eine Werkstatt mit einem zweigleisigen Rechteckschuppen. 
Am jetzigen Standort wurde der Bahnbetrieb 1898/1899 mit der Bahnstrecke Kremmen–Meyenburg der Kremmen-Neuruppin-Wittstocker Eisenbahn-Aktien-Gesellschaft (KWE) aufgenommen. 1902 eröffnete die Ruppiner Kreisbahn die Bahnstrecke Neustadt–Herzberg über Neuruppin. Beide Bahnen nutzten gemeinsam die Anlagen des Neuruppiner Bahnhofs der KWE. Die Werkstatt am Bahnhof wurde im Zuge der Streckennetzerweiterungen ausgebaut. 1905 wurde eine Verbindungsstrecke zum Paulinenauer Bahnhof eröffnet. Die beiden Gesellschaften vereinigten sich 1913 zur Ruppiner Eisenbahn, welche 1923 auch die PNE übernahm. Die Werkstatt in Neuruppin wurde zur Hauptwerkstatt der Gesellschaft.
In den 1930er Jahren bildete Neuruppin den betrieblichen Mittelpunkt für die Ruppiner Eisenbahn und verfügte über einen elfgleisigen Ringlokschuppen mit Drehscheibe. Zudem gab es noch einen separaten Triebwagenschuppen. Nach Übernahme der Privateisenbahn durch die Deutsche Reichsbahn blieb die Bedeutung der Werkstätte erhalten. Am 1. Januar 1950 wandelte die Reichsbahndirektion Schwerin die Werkstätte in ein Bahnbetriebswerk um.
Nach der Wiedervereinigung ging die Bedeutung des Bw rasch zurück, sodass die Dienststelle zum 1. Januar 1994 zur Einsatzstelle herabgestuft und dem Betriebshof Wittenberge unterstellt wurde. Am 24. Mai 1998 erhielt die Werkstatt jedoch ihre Eigenständigkeit für kurze Zeit wieder zurück und kam dann am 1. Januar 1999 zum Betriebshof Cottbus. Die DB Regio AG investierte anschließend 1,3 Millionen DM in die Modernisierung und den Ausbau der Werkstatt. Seit der Neueröffnung 2001 werden in der Werkstatthalle Triebfahrzeuge, die unter anderem auf der Bahnstrecke zwischen Wittenberge und Berlin (Prignitz-Express) verkehren, gewartet und instand gesetzt. Im Jahr 2017 erfolgte eine erneute Sanierung und Modernisierung der denkmalgeschützten Werkstatthalle.

## Fahrzeugbestand
Mit Gründung des Bahnbetriebswerkes waren vor allem Tenderlokomotiven und Altbau-Triebwagen der Baureihen VT 135 und VT 137 in Neuruppin stationiert. 1952 wurden Lokomotiven der Baureihe 64 dort stationiert. Mit Aufnahme mehrerer Diesellokomotiven der Baureihe V 36 und Schienenbussen der Baureihe VT 2.09 nahm der Traktionswandel in den 1960er Jahren seinen Anfang. Für den schweren Güterzugdienst kamen jedoch noch längere Zeit Lokomotiven der Baureihe 5040 zum Einsatz.
Zwischen 1970 und 1973 wurden zudem Diesellokomotiven der Baureihe 106 und 110 in den Bestand übernommen. Am 25. September 1976 schied schließlich die letzte Dampflok aus dem Plandienst aus, sodass der Traktionswandel in Neuruppin abgeschlossen werden konnte. Die Transportleistungen übernahmen fortan Lokomotiven der Baureihen 110 und 111 sowie Schienenbusse der Baureihe 171/172.
Nach der Übernahme durch die DB Regio AG betreute die Werkstatt in Neuruppin zunächst die Baureihen 646 und 771/772. Nach Abschluss der Sanierung im Jahr 2017 werden auch Fahrzeuge der Baureihe 648 dort gewartet und repariert.

## Einsatzstellen
Zwischen 1950 und 1953 gehörte die Einsatzstelle Rheinsberg (Mark) zum Bw Neuruppin. Nachdem Rheinsberg (Mark) zum Bw Neustrelitz kam, unterstellte man die Einsatzstelle Neustadt (Dosse) dem Bw in Neuruppin. Nach zwei Jahren änderte sich die Zuständigkeit erneut und Neustadt (Dosse) ging an das Bw Wittenberge.